# Üdü Ẁüdü
Albums de Magma
Live / Hhaï
(1975) Inédits
(1977)
Üdü Ẁüdü est le sixième album studio du groupe français Magma. Paru initialement en vinyle en 1976 sur le label RCA Records (réf. FPL 17332) et réédité plusieurs fois, notamment en CD par Seventh Records (réf. REX XII) puis à nouveau en vinyle en 2015 avec une pochette légèrement différente par Seventh Records en association avec Jazz Village/Harmonia Mundi et Adami (réf. JV 33570068), cet album est essentiellement l'œuvre d'un duo : Christian Vander et Jannick Top. Une des versions de pochette de l'album représente d'ailleurs le logo de Vandertop. La majorité des compositions sont de Christian Vander et Jannick Top mais l'on y trouve également une composition de Bernard Paganotti : Weidorje.

## Un album varié
On peut remarquer qu'Üdü Ẁüdu, s'il préserve son unité musicale, est un album assez hétéroclite. Il comporte des morceaux avec des thèmes variés et divers. Il apparaît comme un album d'une grande richesse. 
Le premier morceau, qui donne le titre à l'album, est un chœur enjoué avec un chant très clair alors que Zombies ou De Futura sont des morceaux instrumentaux où les chants sont surtout composés d'onomatopées bestiales avec des rythmes très lourds.
Weidorje est un morceau annonciateur du groupe qui portera ce nom et connaîtra une carrière éphémère à la fin des années 1970, il est une esquisse de l'esthétique musicale de Bernard Paganotti.
Troller Tanz est un morceau répétitif et participe à l'atmosphère pesante de l'album. Cependant il comporte un contraste important : sa fin est une ouverture au piano qui est une citation de la Valse n°15 de Johannes Brahms.
Soleil d'Ork est un autre opus des Ork de Jannick Top, on y entend son univers musical développé en solo avant et après Magma.

## Une référence
Cet album est tant une référence pour le public de Magma que pour le groupe lui-même. Deux morceaux en effet sont des parties isolées d'un plus grand morceau, Ëmëhntëhtt-Rê, qui ne fut enregistré qu'en 2009.
Le morceau De Futura est la clef de voûte de l'album, devenu un morceau emblématique du répertoire de Magma et souvent joué en concert dans les années 2000, il en est l'aboutissement ; fruit d'un travail de composition de trois ans par Jannick Top. Le morceau a eu un impact important dans les milieux de la musique expérimentale et industrielle et fut repris par exemple par le groupe D-Zakord et samplé par le groupe Death Grips. Son titre original est De Futura Hiroshima.

## Liste des titres
| No | Titre                      | Durée |
| -- | -------------------------- | ----- |
| 1. | Üdü Ẁüdü                   | 4:10  |
| 2. | Weidorje                   | 4:30  |
| 3. | Troller Tanz (Ghost Dance) | 3:44  |
| 4. | Soleil d'Ork               | 3:50  |
| 5. | Zombies (Ghost Dance)      | 4:21  |
| 6. | De Futura                  | 17:36 |
| 7. | Ëmëhntëht-Rê (extrait n°2) | 3:12  |

## Musiciens
- Christian Vander : batterie, percussions, claviers, piano, voix solo, chœurs
- Jannick Top : basse, synthétiseur, arrangements de cuivres, chœurs
- Bernard Paganotti : basse, chœurs, percussions
- Klaus Blasquiz : chant, chœurs
- Stella Vander, Lucille Cullaz, Liza Deluxe & Catherine Szpira : chœurs
- Michel Graillier : piano
- Patrick Gauthier : piano, synthétiseur
- Benoît Widemann : synthétiseur
- Pierre Dutour : trompette
- Alain Hatot : saxophone, flûtes